# Niigata-Jake-jama
Niigata-jake-jama (japonsky: 新潟焼山) je mladý andezitově-dacitový sopečný dóm, nacházející se na japonském ostrově Honšú v prefektuře Niigata. Sopka leží na starších, třetihorních horninách a její stáří se odhaduje na 3100 let. Sopka je poměrně aktivní, pouze v 20. století bylo zaznamenáno asi 10 menších freatických erupcí, poslední na jaře v roce 1998. Větší erupce se odehrály v letech 887, 989 a 1773.